# Банда четырёх (группа)
«Банда четырёх» (ранее «Резервация здесь») — российская панк-группа, созданная в декабре 1995 года в Москве. Основой коллектива стали участники групп «Гуляй-поле» и «Резервация здесь». «Банда четырёх» — яркий представитель московского музыкального андеграунда 1990-х и контркультурного национал-большевистского движения, сформировавшегося вокруг «Национал-большевистской партии» Эдуарда Лимонова. Некоторыми источниками называлась «рупором» партии. Получила скандальную известность из-за публичных заявлений ультраправой направленности. В определённый момент существования воспринималась некоторыми комментаторами как профашистская. Творчество группы было благосклонно принято в среде футбольных фанатов, в особенности «Спартака».

## Название
Творчество музыкантов, связанных с группой «Банда четырёх», в период с конца 1980-х — по начало 2000-х, имело выраженный политизированный характер. Творческий метод основывался на эпатаже, с использованием анархистской и тоталитарной стилистики, что также выражалось в названиях коллективов. Прежде музыканты уже заимствовали исторические понятия. В конце 1980-х они выступали под названием «Гуляй-поле», что соотносится с Вольной территорией Нестора Махно. Название же обновлённого коллектива было заимствовано из новейшей истории Китая (см. Банда четырёх) и, одновременно, у английской панк группы Gang of Four.

## История
Группа была создана Ильёй «Сантимом» Малашенковым и Константином Мишиным в 1995 году. «Банда четырёх» относится, к т. н. «московской формации» (известной под жаргонным самоназванием «формейшен») — сцене, объединившей молодые панк и пост-панк коллективы, появившиеся на рубеже 1980-х и 1990-х годов.
В 1988 году, после возвращения из армии, Илья Малашенков основал группу «Гуляй-поле», которая впоследствии была реорганизована сначала в «Резервация здесь», а после в «Банда четырёх». В 1995 году близкий друг Малашенкова и гитарист «Резервация здесь» Дима «Даун» был арестован и осужден по статье «Разбой». Через несколько лет он умер в тюрьме от пневмонии. Последний концерт группы «Резервация здесь» был дан осенью 1995 года в кинотеатре «Улан-Батор» на антивоенном фестивале «Рок против войны в Чечне».
Для продолжения творческой деятельности Малашенков объединился с Константином Мишиным, гитаристом группы «Огонь». К ним присоединились барабанщик Сергей «Емеля» Амелько и басист Алексей «Экзич» Слёзов (в том числе играл в группе «Соломенные еноты»), которые также играли в группах «Огонь» и «Ожог», к которым имел отношение Мишин. Группа «Банда четырёх» была организована в декабре 1995 года. Первый концерт состоялся 30 января 1996 года в московском «R-клубе».
В середине 1990-х «Банда четырёх» активно участвовала в акциях Национал-большевистской партии, а также выступала для её участников. 3 июля 1997 года живьём записан альбом: «Любовь — это власть», основанный частично на материале «Резервации здесь».
Осенью 1997 года Алексей «Экзич» Слёзов временно покинул группу, чтобы уделить внимание собственным проектам («Огонь» и «Ожог»). Место басиста занял лидер группы «День донора» Александр Аронов. В январе 1998 г. «Банда четырёх» и «Кооператив Ништяк» сыграли совместный гастрольный тур по московским рок-клубам.

В апреле 1998 года вышел третий альбом группы — «Анархия не катит». В группу вернулся Алексей «Экзич» Слёзов, в качестве второго гитариста и клавишника. Слёзов активно развивался как музыкант, и после его возвращения в группу музыка «Банды четырёх» усложнилась.
В 2015 году группа воссоединилась ради разового выступления к двадцатилетнему юбилею. В настоящее время творчество группы существует в виде сайд-проектов, под управлением Ильи «Сантима» Малашенкова. В сентябре 2021 году группа выпустила седьмой номерной альбом «Увольнение на берег».

## Характеристика творчества

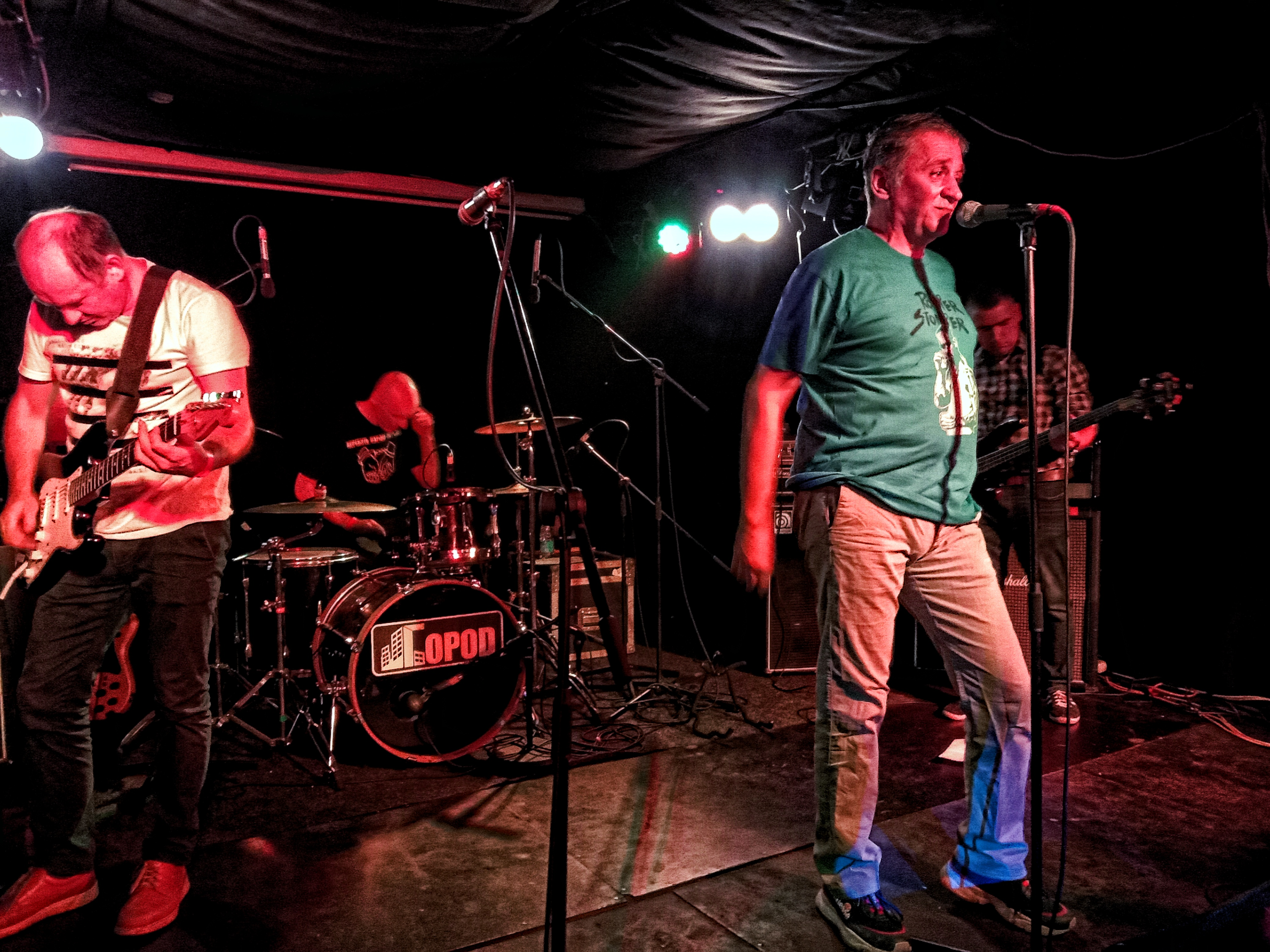
Концерт-презентация альбома «Увольнение на берег», 24 сентября 2021

Творчество группы в 1990-х наполнено протестной лирикой, а манера исполнения — яростная. В музыкальном плане — гаражный рок, нойз-рок, иногда переходящие в чистый нойз. Изначально, среди музыкальных ориентиров музыканты называли «Гражданскую оборону», Dead Kennedys и Joy Division. Авторство большинства текстов группы принадлежит Илье Малашенкову. Несмотря на агрессивность и эпатажную манеру творчества, слушатели отмечали поэтичность и интеллектуальность текстов.
В фокусе музыкантов переосмысление и переустройство мира, через его разрушение и/или саморазрушение. Таким образом, можно говорить о теме протеста как такового, против бытия и условной «системы контроля», что, в целом, популярно в контркультуре. Это позволило говорить о «Банде четырёх» как о представителях «экзистенциального рока».
Постепенно стилистика группы менялась, от «гаражного рока» к акустическому исполнению, что, в частности, обусловили изменения в мировоззрении участников. В начале 2000-х «Банда четырёх» стилистически идентифицировала себя как неофолк, близкий к таким исполнителям как Current 93 и Death in June (что, в частности, выразилось в названии поздних работ — «Гитлер как Калки» и «Смерть в Июне»). Но основные темы творчества не изменились, лишь претерпели изменение «оптики»: с политической и философской на эзотерическую.
В настоящее время лидер группы Илья «Сантим» Малашенков называет себя русским националистом и правым либертарианцем. А среди повлиявших на него культурных явлений называет книжную трилогию «Иллюминатус!» американского писателя Роберта Антона Уилсона.

## Идеология творчества
Это типа «Гражданской Обороны», только фашисты.народная молва
Группа активно эксплуатировала эпатажный имидж, основанный на ультраправой стилистике. Например, известным стало выступление на фестивале «Рок против войны в Чечне» с песней «А ну-ка, давай-ка, уё****й отсюда: Россия для русских, Москва для москвичей», а также участие в движении «Русский прорыв» и совместных концертах с группой «Коловрат». Но, например, на концерте к двадцатилетию группы участники отказались исполнять популярную у футбольных фанатов песню «Оле-оле» (с рефреном «Чечня — параша»).
Восприятие творчества группы и идеологий участников исключительно в ключе ультраправых идеологий — не точно. В нём больше элементов анархистского и левого толка. По словам лидера группы, Ильи Малашенкова, первоочередным для участников был «вопрос эстетизма», который сопутствовал радикальным и контркультурным движениям. Малашенков эпатировал публику, начиная с ранних выступлений, когда увечил себя на сцене, подражая Игги Попу.

Важным процессом в истории группы стала близость к Национал-большевистской партии и членство в ней самого Ильи Малашенкова с 1999 года. 
— То есть это была скорее эстетизация политики?
— Понимаешь, мы до определённой степени были очень советскими людьми, наверное. В тот момент нам казалось, что политика проходит мимо, что политику реальные люди не делают, её делают наверху, где-то там. А вот бунт — да, это интересно; какое-то народное восстание — это интересно, это хорошо. Но оно было очень слабо внутренне политизировано. Я спокойно перешел, скажем, к экстремальному околофутболу, потому что это тоже было интересно, в этом тоже было какое-то бунтарство. Но бунтарство на самом деле, насколько я понимаю это слово, не политизировано.

## Культурное влияние
На «Банду Четырёх» и русский экзистенциальный андеграундный панк 90-х в своём творчестве ориентировалась группа «Красная контора». О влиянии на своё творчество «Банды Четырёх» неоднократно рассказывал рэп-исполнитель Оксимирон.

## Участники
Классический состав
- Илья «Сантим» Малашенков — вокал
- Константин Мишин[d] — гитара
- Алексей «Экзич» Слёзов — бас, клавишные
- Сергей «Емеля» Амелько (1996—2003 г., умер в 2009 г.) — барабаны

Дополнительные участники
- Александр Аронов — бас
- Дмитрий «Даун» Шубин — бас
- Иван «Ваня Хам» Быков — гитара (2003—2005 г.); бас-гитара (2022 г. — н.в.)
- Евгений Лабыч — барабаны (2003 г. — н.в.)
- Владислав «Шабан» Калинин — бас-гитара (по 2022 г); барабаны.

## Дискография

### Альбомы
| Год  | Название                   | Лейбл                | Примечание |
| ---- | -------------------------- | -------------------- | --- |
| 1989 | Мёртвое море               | Самиздат             | Выпущен как альбом коллектива «Гуляй-поле», записан 21 декабря 1989 года в Москве, на репетиционной базе в Очаково |
| 1997 | Безобразное время          | Crazy Rat            | С данной кассеты началась история лейбла Crazy Rat, которым руководил и выпускал записи, практически в одиночку, Кирилл Галкин (в 1996—1998 годах директор группы «Банда четырёх»). Переиздавался в 2012, 2019 и 2021 годах                      |
| 1997 | Любовь — это власть        | Crazy Rat            | Переиздавался в 1997 (дважды), 2015 и 2020 (дважды) годах |
| 1998 | Анархия не катит           | Hobgoblin Records    | Переиздавался в 2002, 2015 и 2021 годах |
| 1999 | Время уходить в Гуляй-Поле | Rebel Records Russia | Переиздавался в 2005 году; частично основан на материале альбома «Мёртвое море» |
| 2004 | К звёздам!                 | Rebel Records Russia | Последний альбом «классического» периода группы. Содержит кавер-версии композиций групп «Передвижные Хиросимы» (Трек № 1 Коммунизм мёртв), «Зазеркалье» (Трек № 7 Помни, товарищ) и «Кооператив Ништяк» (Треки № 3 и 6 Доктор Геббельс и Тоска). |
| 2021 | Увольнение на берег        |                      | |

### Синглы
| Год  | Название         | Лейбл | Примечание |
| ---- | ---------------- | ----- | --- |
| 2005 | Гитлер как Калки | Нет   | Не прямой кавер, но интерпретация с русским переводом композиции Hitler As Kalki (SDM) группы Current 93 c альбома Thunder Perfect Mind. Концептуально имеет отношение к понятию конца света; см. Калки. |

### Концертные альбомы ибутлеги
| Год  | Название                                 | Дата и место               | Лейбл                      | Примечание |
| ---- | ---------------------------------------- | -------------------------- | -------------------------- | --- |
| 1996 | Арт-клиника                              | Санкт-Петербург            |                            | Часто указывается как первый альбом в дискографии группы. Однако технически — это концертная запись, сделанная в ноябре 1996 года в клубе Кирилла Миллера «Арт-клиника» в Санкт-Петербурге                                              |
| 1996 | Квартирник на «Кантемировской»           | Москва                     | Mad Kat Records            | |
| 1997 | День покорителя Европы                   | 23 февраля 1997, Минск     |                            | Концертная запись с одноимённого фестиваля, организованного музыкантами группы «Красные звёзды» |
| 1999 | Концерт в клубе «Край»                   | 20 августа, Москва         |                            | |
| 2000 | Акустический концерт                     | 17 апреля, Москва          |                            | |
| 2000 | Акустический концерт в Санкт-Петербурге  | 4 октября, Санкт-Петербург | Mad Kat Records, Crazy Rat | |
| 2000 | Концерт в Министерстве Обороны           | 23 декабря, Москва         |                            | Имеется в виду клуб «Министерство обороны» |
| 2000 | Концерт в Бункере НБП                    | 29 декабря, Москва         |                            | Бункер — штаб-квартира Национал-большевистской партии в Москве, по адресу улица Марии Ульяновой, д.17, корпус 1 |
| 2001 | Акустический концерт в Питере 08.01.2001 | 8 января, Санкт-Петербург  | Mad Kat Records            | |
| 2001 | Смерть в июне                            | 4 октября, Санкт-Петербург |                            | Название альбома — отсылка к группе Death in June. Ремастер-версия выпущена 26 марта 2021 года. |
| 2005 | Концерт в «Точке»                        | 15 ноября, Москва          |                            | |
| 2006 | Перерыв на пиздец                        | Без даты, Москва           |                            | Сборник ранних концертных записей, сделанных в 1991—1994 годах, в составах групп «Гуляй поле» и «Резервация здесь» (а также единственная студийная запись). Составлен Дмитрием Коевым и опубликован в интернете для свободного доступа. |
| 2009 | Концерт в Минске                         | 22 февраля, Минск          | Mad Kat Records            | |

### Сборники
| Год  | Название                      | Лейбл                                                     |
| ---- | ----------------------------- | --------------------------------------------------------- |
| 1997 | Панк Революция — 2            | Союз, КТР                                                 |
| 1998 | Панк Революция — 6            | КТР                                                       |
| 1999 | НеБесПочвенное-3 Rock-н-Взлом | НБП                                                       |
| 2001 | Punk-Rock Foreva              | Лаборатория Звука                                         |
| 2002 | Панк-оккупация                | Фенька R’N’R/Crazy Rat, The Pauki Records, Kapkan Records |